# 小行星1288
小行星1288（1288 Santa）是一颗围绕太阳公转的小行星。1933年8月26日，歐仁·約瑟夫·德爾波特在于克勒发现了此天体。
这颗小行星的绝对星等为56.54327等。